# Cloruro di cadmio
Il cloruro di cadmio è un composto cristallino del cadmio e del cloruro, con formula CdCl2. Questo composto è un sale del cadmio dell'acido cloridrico; è un solido igroscopico altamente solubile in acqua e leggermente solubile in alcool. Sono anche noti il cloruro di cadmio idrato (CdCl2•H2O) e il cloruro di cadmio pentaidrato (CdCl2•5H2O).
È un composto cancerogeno, mutageno, molto tossico e nocivo per la riproduzione, pericoloso per l'ambiente.

## Struttura
Il cloruro di cadmio forma una struttura a strati costituita da centri ottaedrici Cd2+ collegati con ligandi cloruro. Lo ioduro di cadmio (CdI2), ha una struttura simile ma gli ioni cloruro sono disposti in un reticolo CCP (a impacchettamento di sfere), mentre nello ioduro di cadmio gli ioni ioduro sono disposti in un reticolo HCP.
Possiede struttura cristallina romboedrica con gruppo spaziale R3m (gruppo n° 166 - forma anidra) con costanti di reticolo a = 3,846 Å e c = 17,479 Å; il suo gruppo puntuale è 3 2/m e possiede simbolo di Pearson hR9.
La forma pentaidrata possiede invece un sistema crstallino monoclino.

## Proprietà chimiche
Il cloruro di cadmio si dissolve bene in acqua e altri solventi polari. È un acido di Lewis debole:
{\displaystyle {\ce {CdCl2 \ + \ 2 Cl^{-}-> [CdCl4]^{2-}}}}
Soluzioni equimolari di cloruro di cadmio e cloruro di potassio danno tricloruro di cadmio potassio. Con grandi cationi, è possibile isolare lo ione trigonale bipiramidale [CdCl5]3−.

## Preparazione
Il cloruro di cadmio anidro può essere preparato mediante la reazione di acido cloridrico e cadmio metallico:
{\displaystyle {\ce {Cd\ +\ 2HCl->CdCl2\ +\ H2}}}
Il sale anidro può anche essere preparato da acetato di cadmio anidro usando acido cloridrico o cloruro di acetile.

## Usi
Il cloruro di cadmio viene utilizzato per la preparazione del solfuro di cadmio, utilizzato come "giallo di cadmio", un pigmento inorganico stabile di colore giallo brillante.
{\displaystyle {\ce {CdCl2\ +\ H2SCdS\ +\ 2HCl}}}
In laboratorio, il cloruro di cadmio anidro può essere utilizzato per la preparazione di composti organocadmio del tipo R2Cd, dove R è un arile o un alchile primario. Questi erano una volta usati nella sintesi di chetoni da cloruri acilici:
{\displaystyle {\ce {CdCl2\ +\ 2RMgX->R2Cd\ +\ MgCl2\ +\ MgX2}}}
{\displaystyle {\ce {R2Cd\ +\ 2R'COCl->2R'COR\ +\ CdCl2}}}
Tali reagenti sono stati ampiamente soppiantati da composti organo-rame, che sono molto meno tossici.
Il cloruro di cadmio viene utilizzato anche per fotocopie, tinture e nella galvanostegia.
Venne utilizzato, in soluzione acquosa, nell'esperimento che portò alla scoperta del neutrino nel 1956.